# Şanlıurfa

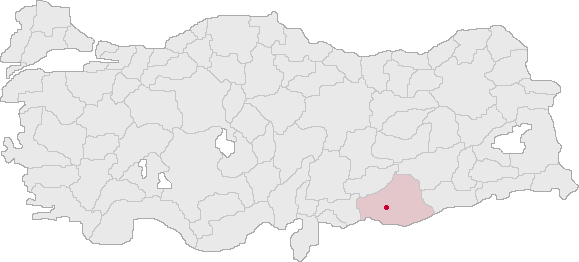
Läge i Turkiet.

Şanlıurfa (även Urfa; från syriskans Urhay eller Urhoy; på kurdiska Riha), under äldre tid känd som Edessa (se den artikeln för den äldre staden) är en stad i södra Turkiet, med en befolkning dominerad av främst kurder, turkar och araber. Den är huvudstad i provinsen Şanlıurfa och är samtidigt huvudort för ett av provinsens distrikt, Merkez. Folkmängden uppgick till 515 199 invånare i slutet av 2011.

## Historia
Nära staden ligger den arkeologiska utgrävningen vid Göbekli Tepe, världens äldsta tempelbyggnad.
På syriska kallades staden av sina tidiga invånare för Urhay. Under antiken och medeltiden var Urfa känt som Edessa, och staden var tidvis ett stridäpple mellan korsfarare och olika muslimska härskare.
Staden hade en stor assyrisk befolkning fram till det armeniska folkmordet och det assyriska folkmordet under första världskriget.
Stadens nuvarande namn bildades officiellt 1938 av det äldre Urfa med prefixet şanlı, "strålande". Det gjordes för att påminna om motståndet mot det franska kolonialväldet.
I dag är Urfa en pilgrimsort för muslimer och är den femte heligaste staden inom islam. Enligt traditionen ska profeterna Abraham och Job ha fötts i Urfa. På arabiska heter staden ar-Raha.

## Geografi
Şanlıurfa ligger i sydöstra Anatolien på de geografiska koordinaterna 37° 9 ” nord och 38° 47” öst och på 477 meter över havsnivån. Staden ligger ungefär 80 km från Eufrat och 45 km från den syriska gränsen.
Halil-ur-Rahman eller Ibrahim Xelils fiskdamm, den sjö där Abraham enligt en legend ska ha fallit ner i, ligger mitt i stadens centrum. I vattnet finns heliga karpar som inte är tillåtna att äta. Om man skulle bli frestad till detta blir man enligt folktron blind.